# Salix annulifera
Salix annulifera är en videväxtart som beskrevs av Cecil Victor Boley Marquand och Airy Shaw. Salix annulifera ingår i släktet viden, och familjen videväxter.

## Underarter
Arten delas in i följande underarter:
- S. a. dentata
- S. a. glabra
- S. a. macroula